# استان سن میگل
استان سن میگل (به اسپانیایی: Provincia de San Miguel) یک استان در پرو است که در منطقه کاخامارکا واقع شده‌است. استان سن میگل ۲٬۵۴۲٫۰۸ کیلومتر مربع مساحت و ۴۶٬۰۴۳ نفر جمعیت دارد.